# 古瀬大六
古瀬 大六（こせ たいろく、1917年（大正6年）6月26日 - 2007年（平成19年）4月11日）は、日本の経済学者。元東北大学経済学部教授、一橋大学商学博士。四女の漫画家、山下和美の作品『天才柳沢教授の生活』の主人公・柳沢良則のモデル。なお、良則は大六の父、つまり山下の祖父の名である。

## 生涯
1917年（大正6年）6月26日、父・古瀬良則（英語学者・一橋大学名誉教授）、母・要（旧姓、鷲田）の長男として、石川県金沢市に生まれる。
1940年（昭和15年）、東京商科大学（現在の一橋大学）を卒業後、東京芝浦電気に入社。短期現役海軍主計科士官（4期）を志願し、同年5月、海軍経理学校に入学して海軍主計中尉に任官。同年9月に卒業。1945年（昭和20年）5月、海軍主計少佐に昇進して終戦を迎えた。
1946年（昭和21年）、東芝本社経理部を退職、小樽高等商業学校（後、小樽商科大学に改組）講師となる。1961年（昭和36年）に、「分権的管理の数学的理論」により一橋大学より商学博士を授与される。1963年（昭和38年）、小樽商科大学附属図書館長。1973年（昭和48年）、横浜国立大学経営学部教授、後、東北大学経済学部教授にて停年、1988年（昭和63年）に南山大学経営学部を定年退職。1996年（平成8年）、勲三等瑞宝章を叙勲される。
2007年（平成19年）4月11日、前立腺癌のため死去。その蔵書は小樽商科大学附属図書館に寄贈され、「古瀬大六文庫」となった。名称が珍しく「古瀬大六文庫」とフルネームになっているのは、同図書館には、大六の父・良則の蔵書が「古瀬文庫」として既に所蔵されていたためである。